# 1995年カナダグランプリ
1995年カナダグランプリ (1995 Canadian Grand Prix) は、1995年のF1世界選手権第6戦として、1995年6月11日にジル・ヴィルヌーヴ・サーキットで開催された。

## 予選
シムテックが欠場したため、カナダGPはエントリー24台で行われた。
予選初日にベネトンのミハエル・シューマッハが1分27秒台を記録して暫定首位を獲得。予選2日目は気温が上がり、タイム更新はならなかったものの、シューマッハが危なげなくポールポジションを奪った。これによって、ルノーエンジンはF1通算100回目のポールポジションを記録した。ウィリアムズ勢が2・3位につけたが、セッティングが決まらず苦しい展開となった。
その他、トップ10グリッドにはフェラーリ、マクラーレン、ジョーダンらのマシンが並んだ。

### 予選結果
| 順位 | No | ドライバー                       | チーム                   | タイム   | 差     |
| ---- | -- | -------------------------------- | ------------------------ | -------- | ------ |
| 1    | 1  | ミハエル・シューマッハ           | ベネトン・ルノー         | 1'27.661 |        |
| 2    | 5  | デイモン・ヒル                   | ウィリアムズ・ルノー     | 1'28.039 | +0.378 |
| 3    | 6  | デビッド・クルサード             | ウィリアムズ・ルノー     | 1'28.091 | +0.430 |
| 4    | 28 | ゲルハルト・ベルガー             | フェラーリ               | 1'28.189 | +0.528 |
| 5    | 27 | ジャン・アレジ                   | フェラーリ               | 1'28.474 | +0.813 |
| 6    | 2  | ジョニー・ハーバート             | ベネトン・ルノー         | 1'28.498 | +0.837 |
| 7    | 8  | ミカ・ハッキネン                 | マクラーレン・メルセデス | 1'28.910 | +1.249 |
| 8    | 15 | エディ・アーバイン               | ジョーダン・プジョー     | 1'29.021 | +1.360 |
| 9    | 14 | ルーベンス・バリチェロ           | ジョーダン・プジョー     | 1'29.171 | +1.510 |
| 10   | 7  | マーク・ブランデル               | マクラーレン・メルセデス | 1'29.641 | +1.980 |
| 11   | 26 | オリビエ・パニス                 | リジェ・無限ホンダ       | 1'29.809 | +2.148 |
| 12   | 30 | ハインツ＝ハラルド・フレンツェン | ザウバー・フォード       | 1'30.017 | +2.356 |
| 13   | 9  | ジャンニ・モルビデリ             | フットワーク・ハート     | 1'30.159 | +2.498 |
| 14   | 25 | マーティン・ブランドル           | リジェ・無限ホンダ       | 1'30.255 | +2.594 |
| 15   | 4  | ミカ・サロ                       | ティレル・ヤマハ         | 1'30.657 | +2.996 |
| 16   | 3  | 片山右京                         | ティレル・ヤマハ         | 1'31.382 | +3.721 |
| 17   | 23 | ピエルルイジ・マルティニ         | ミナルディ・フォード     | 1'31.445 | +3.784 |
| 18   | 29 | ジャン＝クリストフ・ブイヨン     | ザウバー・フォード       | 1'31.838 | +4.177 |
| 19   | 24 | ルカ・バドエル                   | ミナルディ・フォード     | 1'31.853 | +4.192 |
| 20   | 16 | ベルトラン・ガショー             | パシフィック・フォード   | 1'32.841 | +5.180 |
| 21   | 17 | アンドレア・モンテルミニ         | パシフィック・フォード   | 1'32.894 | +5.233 |
| 22   | 10 | 井上隆智穂                       | フットワーク・ハート     | 1'32.995 | +5.334 |
| 23   | 22 | ロベルト・モレノ                 | フォルティ・フォード     | 1'34.000 | +6.339 |
| 24   | 21 | ペドロ・ディニス                 | フォルティ・フォード     | 1'34.982 | +7.321 |

## 決勝

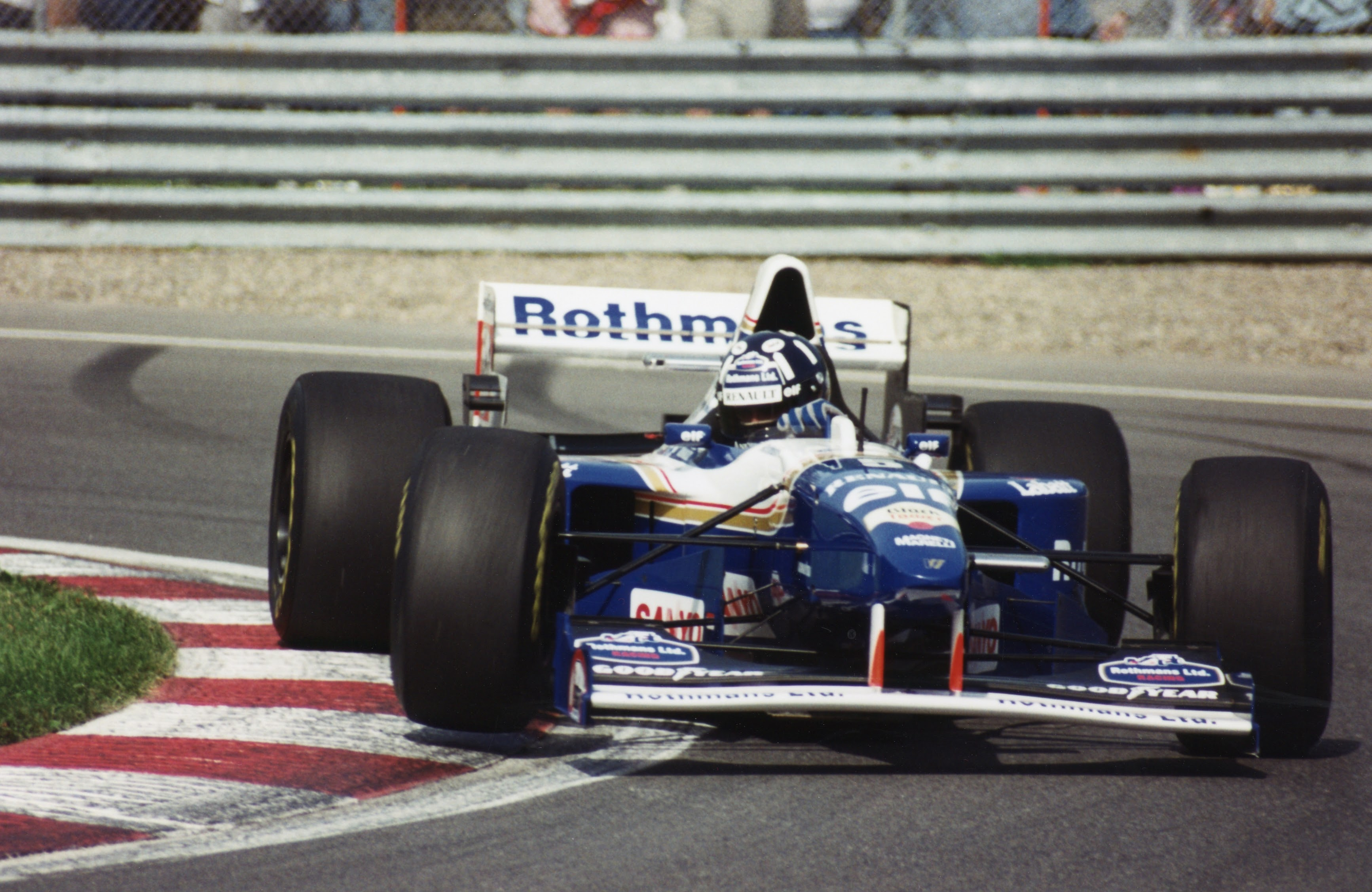
ウィリアムズ・FW17を駆るデイモン・ヒル

予選2日間の好天から一転して、決勝当日は朝から雨模様となった。ウォームアップ走行では雨に強いジャン・アレジとルーベンス・バリチェロが1・2位のタイムを記録。ウィリアムズ勢はデイモン・ヒルのマシンに2度トラブルが発生し、デビッド・クルサードは2度スピンするなど依然精彩を欠いた。
決勝前に雨は止み、路面はセミウェット状態ながら全車スリックタイヤを履いてスタートを切った。上位はグリッド通りに発進したが、オープニングラップのヘアピンで5位のジョニー・ハーバートのインを狙ったミカ・ハッキネンが止まりきれず接触し、両者リタイアとなった。2周目、アレジが同僚のゲルハルト・ベルガーをかわすと、目の前でクルサードが単独スピン。アレジは間一髪で接触を回避した。
ミハエル・シューマッハは2位ヒルを引き離してトップを独走。ヒルの背後にフェラーリの2台が迫り、17周目にアレジ、26周目にベルガーがヒルをかわして2・3位に進出した。上空には日が差し、路面は完全にドライコンディションとなった。
このレースでは、各車1回のみのピットストップを予定していた。33周目に2位アレジがピットインしたが、ベルガーはガス欠でスローダウンし、何とかピットにたどり着いたものの8位まで順位を落とした。首位のシューマッハは37周目にピットインし、アレジに25秒以上の差を保ったままレースに復帰した。
51周目、3位を単独走行していたヒルのマシンに油圧系のトラブルが発生し、ホームストレート上でストップ、ヒルは怒りを露わにしながらマシンを降りた。これでジョーダン勢のバリチェロとエディ・アーバインが3・4位に浮上する。レースはこのままシューマッハのポール・トゥ・ウィンで終わるかと思われたが、57周目に突然スローダウン。電気系トラブルのためギアが3速にスタックし、ピットでステアリングを交換してレースに復帰したが、入賞圏外の7位まで後退する。

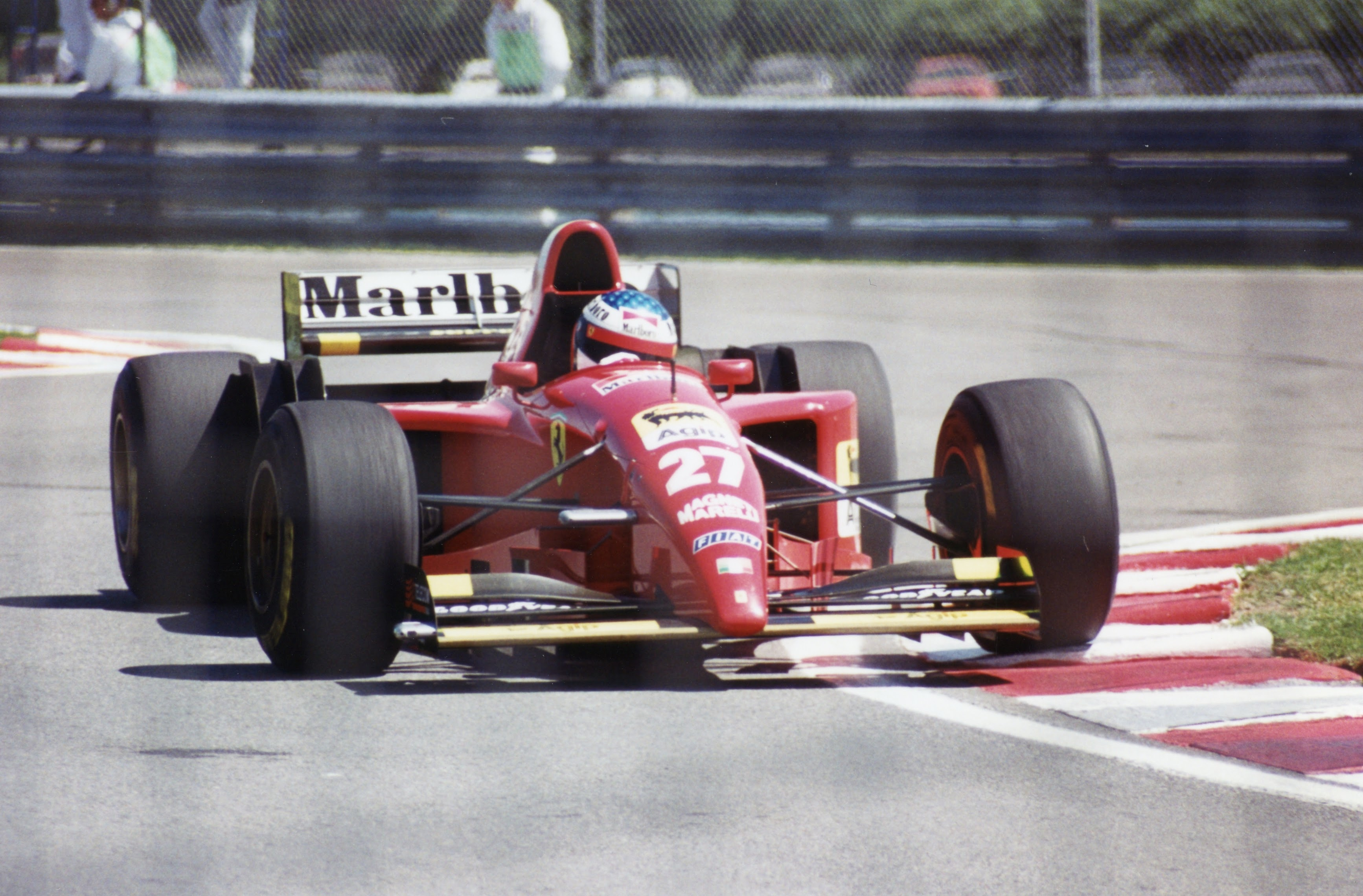
フェラーリ・412T2を駆るジャン・アレジ

これでアレジがトップに立ち、69周目のチェッカーフラッグを受けて、悲願の初優勝を達成した。1989年のF1デビューから7年、出走91戦目での初勝利は、アレジの31歳の誕生日に実現した。カナダの英雄ジル・ヴィルヌーヴゆかりの「カーナンバー27」を付けたフェラーリドライバーの勝利を、会場の観客たちも祝福した。
アレジに続いてジョーダンの2台がチーム創設以来初めてのダブル表彰台を獲得。3位のアーバインは初表彰台となった。レース終盤、マーティン・ブランドルとベルガーが5位を争っていたが、ハーバートとハッキネンのケースと同様に、接触して共倒れになった。マシンが復調したシューマッハはファステストラップを連発し、4位のパニスを0.5秒差まで追い上げて5位でフィニッシュした。6位のジャンニ・モルビデリは今季初ポイントを獲得した。
なお、チェッカー後に観客がコースに侵入したため、最終順位は1周前の68周終了時点で確定した。ファイナルラップ中に観客を避けるため減速したサロがバドエルに抜かれてしまったが、公式結果では7位サロ、8位バドエルに訂正された。
ウィイニングラン中にアレジのマシンは燃料切れでエンジンが止まり、コース途中でストップした。そこへ通りかかったシューマッハが「タクシー役」を買って出て、アレジはベネトンのマシンにまたがり、手を振りながらピットへ凱旋した。この勝利でフェラーリはコンストラクターズランキング首位に立ち、通算優勝回数（105勝）でもマクラーレンを抜いて再び単独首位となった。アレジはレース後のインタビューで「フェラーリと大変な時期を過ごしてきた中で、素晴らしい瞬間に立ち会えた。そして今、チームと共に勝てたのがどこか信じられずにいる」と語った。これがアレジの唯一の勝利となった。

### 決勝結果
| 順位 | No | ドライバー                       | チーム                   | 周回数 | タイム/リタイア | グリッド | ポイント |
| ---- | -- | -------------------------------- | ------------------------ | ------ | --------------- | -------- | -------- |
| 1    | 27 | ジャン・アレジ                   | フェラーリ               | 68     | 1:44:54.171     | 5        | 10       |
| 2    | 14 | ルーベンス・バリチェロ           | ジョーダン・プジョー     | 68     | +31.687         | 9        | 6        |
| 3    | 15 | エディ・アーバイン               | ジョーダン・プジョー     | 68     | +33.270         | 8        | 4        |
| 4    | 26 | オリビエ・パニス                 | リジェ・無限ホンダ       | 68     | +36.506         | 11       | 3        |
| 5    | 1  | ミハエル・シューマッハ           | ベネトン・ルノー         | 68     | +37.060         | 1        | 2        |
| 6    | 9  | ジャンニ・モルビデリ             | フットワーク・ハート     | 67     | +1 Lap          | 13       | 1        |
| 7    | 4  | ミカ・サロ                       | ティレル・ヤマハ         | 67     | +1 Lap          | 15       |          |
| 8    | 24 | ルカ・バドエル                   | ミナルディ・フォード     | 67     | +1 Lap          | 19       |          |
| 9    | 10 | 井上隆智穂                       | フットワーク・ハート     | 66     | +2 Laps         | 22       |          |
| 10   | 25 | マーティン・ブランドル           | リジェ・無限ホンダ       | 61     | 接触            | 14       |          |
| 11   | 28 | ゲルハルト・ベルガー             | フェラーリ               | 61     | 接触            | 4        |          |
| Ret  | 23 | ピエルルイジ・マルティニ         | ミナルディ・フォード     | 60     | スロットル      | 17       |          |
| Ret  | 22 | ロベルト・モレノ                 | フォルティ・フォード     | 54     | 燃料システム    | 23       |          |
| Ret  | 5  | デイモン・ヒル                   | ウィリアムズ・ルノー     | 50     | ギアボックス    | 2        |          |
| Ret  | 7  | マーク・ブランデル               | マクラーレン・メルセデス | 47     | エンジン        | 10       |          |
| Ret  | 3  | 片山右京                         | ティレル・ヤマハ         | 42     | エンジン        | 16       |          |
| Ret  | 16 | ベルトラン・ガショー             | パシフィック・フォード   | 36     | バッテリー      | 20       |          |
| Ret  | 30 | ハインツ＝ハラルド・フレンツェン | ザウバー・フォード       | 26     | エンジン        | 12       |          |
| Ret  | 21 | ペドロ・ディニス                 | フォルティ・フォード     | 26     | ギアボックス    | 24       |          |
| Ret  | 29 | ジャン＝クリストフ・ブイヨン     | ザウバー・フォード       | 19     | スピン          | 18       |          |
| Ret  | 17 | アンドレア・モンテルミニ         | パシフィック・フォード   | 5      | ギアボックス    | 21       |          |
| Ret  | 6  | デビッド・クルサード             | ウィリアムズ・ルノー     | 1      | スピン          | 3        |          |
| Ret  | 2  | ジョニー・ハーバート             | ベネトン・ルノー         | 0      | 接触            | 6        |          |
| Ret  | 8  | ミカ・ハッキネン                 | マクラーレン・メルセデス | 0      | 接触            | 7        |          |

## ランキング
| 順位 | ドライバー             | Pt |
| ---- | ---------------------- | -- |
| 1    | ミハエル・シューマッハ | 36 |
| 2    | デイモン・ヒル         | 29 |
| 3    | ジャン・アレジ         | 24 |
| 4    | ゲルハルト・ベルガー   | 17 |
| 5    | ジョニー・ハーバート   | 12 |

| 順位 | コンストラクター         | Pt |
| ---- | ------------------------ | -- |
| 1    | フェラーリ               | 41 |
| 2    | ベネトン・ルノー         | 38 |
| 3    | ウィリアムズ・ルノー     | 32 |
| 4    | ジョーダン・プジョー     | 12 |
| 5    | マクラーレン・メルセデス | 8  |

- ランキングは上位5者まで記載